# CodeCheck
CodeCheck ist eine mobile App, die Verbrauchern Informationen zu den Inhaltsstoffen von Kosmetikprodukten oder den Zutaten und Nährwerten von Lebensmitteln anzeigt. Dies wird über einen Smartphone-Scan des auf der Verpackung befindlichen Strichcodes oder eine Textsuche realisiert. Die App ist für iOS- und Android-Geräte in Deutschland, Österreich, der Schweiz, Großbritannien, den USA und den Niederlanden verfügbar.

## Geschichte
CodeCheck wurde im Jahr 2010 in Form eines Vereins als Online-Datenbank und App von dem damaligen Studenten Roman Bleichenbacher in Zürich gegründet. Zuvor wurde bereits im Jahr 2002 eine gleichnamige Website gelauncht, bei der Nutzer die Inhaltsstoffe, Nährwerte und Herstellerinformationen von Produkten erfassen konnten. Im Juli 2014 erfolgte die erste Finanzierungsrunde, welche mit über 1,1 Millionen Franken und der Gründung der CodeCheck AG abgeschlossen werden konnte. Investoren waren unter anderem die Doodle-Gründer Myke Näf und Paul E. Sevinç. Danach expandierte das Unternehmen nach Österreich und Deutschland. Im gleichen Jahr übernahm Boris Manhart die Geschäftsleitung als CEO. 2016 erfolgte die Gründung der CodeCheck GmbH in Berlin. Seit 2017 ist die App in den USA verfügbar, seit November 2019 auch in Großbritannien. Im Jahr 2020 wurde die App auch in den Niederlanden veröffentlicht. Seit 2022 gehört die App nach einer Insolvenz zur Producto Check GmbH.

## Funktionen
Mit der App kann der Barcode eines beliebigen Lebensmittels oder Kosmetikprodukts eingescannt werden. Anschließend erscheinen Angaben zu Inhalts- bzw. Nährstoffen, Herstellern und Siegeln. Lange Zeit konnten Nutzer die Informationen zu den Produkten selbst eintragen, bearbeiten und Vor- und Nachteile zu den einzelnen Produkten angeben. Seit 2020 wird vermehrt auf maschinelle Texterkennung gesetzt. Die Informationen werden über einen Algorithmus mit den Bewertungen der einzelnen Stoffe zusammengeführt. Diese basieren auf wissenschaftlichen Studien und Expertenbewertungen, unter anderem von der Verbraucherzentrale Hamburg, Greenpeace, dem WWF oder dem Bund für Umwelt und Naturschutz Deutschland – BUND e. V. und sind weder durch Nutzer noch durch Hersteller veränderbar.
Die App liefert darüber hinaus Informationen dazu, wie viel Zucker oder Fett in einem Lebensmittel enthalten sind. Zudem zeigt sie an, ob hormonell wirksame Stoffe, Mikroplastik, Palmöl, tierische Inhaltsstoffe, Laktose oder Gluten in einem Produkt enthalten sind. Seit 2020 zeigt die App in Zusammenarbeit mit dem Eaternity-Institut zusätzlich den Klima Score von Lebensmitteln an.

## Finanzierung
CodeCheck finanziert sich hauptsächlich durch Native Advertising und Bannerwerbung. Seit 2018 werden auch verschiedene Analyse-Services und Umfragetools direkt für FMCG-Hersteller angeboten. Des Weiteren ist der Zugriff auf die API möglich, sodass andere Firmen Zugang zu den Produktdaten bekommen können. Mit dem 2019 eingeführten Abo-Modell lässt sich die CodeCheck-App auch werbefrei und offline nutzen. Seit 2021 bietet CodeCheck zudem ein eigenes „Green Label“ für Hersteller an. Dabei werden nur Produkte zertifiziert, die zu mindestens 90 Prozent aus unbedenklichen Inhaltsstoffen bestehen.

## Auszeichnungen
Im Mai 2015 erreichte die App mit 2,3 Millionen Downloads erstmals den ersten Platz der App Charts. Im September 2019 stand die App mit über fünf Millionen Downloads erneut an der Spitze der deutschen App Charts.